# تاکسیدو (فیلم)
تاکسیدو (به انگلیسی: The Tuxedo) فیلمی محصول سال ۲۰۰۲ به کارگردانی کوین دوناوان است. در این فیلم جکی چان، جنیفر لاو هیوت، جیسون ایساکس، دبی مازار، ریچی کاستر، پیتر استرمر ، رومانی مالکو، دانیل کش، بوید بنکس، باب بالابان، کریستیان پوتنزا، جیمز براون، اسکات یافه، نوح دانبی، کالین ماکری ، کیم رابرتس بازی کردند.

## خلاصه
«جیمی تانگ» (چان)، راننده ی تاکسی خوش قلب و قدری دست و پا چلفتی نیویورکی را «استینا» (مازار)، به عنوان راننده ی شخصی شریکش، «کلارک دولین» میلیونر (آیزاکس) استخدام می کند اما خیلی زود «تانگ» متوجه می شوند که رئیس جدیدش مأموری مخفی است که برای یک آژانس امنیتی مهم کار می کند. راز موفقیت او نیز به عنوان جاسوس، لباس رسمی خاصی است که می پوشد…